# Lee Glacier
Lee Glacier är en glaciär i Antarktis. Den ligger i Östantarktis. Australien gör anspråk på området. Lee Glacier ligger 891 meter över havet.
Terrängen runt Lee Glacier är kuperad söderut, men norrut är den platt. Trakten är obefolkad. Det finns inga samhällen i närheten.